# Paul Krugman
Paul Robin Krugman (pronunția numeleui, [ˈkɹuɡmən]) (n. 28 februarie 1953) este un economist, autor, ziarist și eseist evreu american, deținător al Premiului Nobel pentru economie în anul 2008.  Krugman este profesor de științe economice și relații internaționale la Princeton University, fiind din anul 2000 cronicar al bi-săptămânalului The New York Times.
În lumea științifică, Krugman este bine cunoscut pentru contribuțiile sale în domeniul schimbului comercial. 

### Autor sao co-autor
- The Conscience of a Liberal (October 2007) (ISBN 978-0-393-06069-0).
- Economics: European Edition (with Robin Wells and Kathryn Graddy, Spring 2007) (ISBN 0-7167-9956-1).
- Macroeconomics (with Robin Wells, February 2006) (ISBN 0-7167-6763-5). Also available with student CDR (March 2006) (ISBN 0-7167-6767-8).
- Economics Arhivat în 6 decembrie 2008, la Wayback Machine. (with Robin Wells, December 2005) (ISBN 1-57259-150-1)
- Krugman Wall Street Journal Sub Card (???) {ISBN 0-7167-6697-3}
- Microeconomics (with Robin Wells, March 2004) (ISBN 0-7167-5997-7). Also available with student CDR (with Robin Wells, November 2004) (ISBN 0-7167-6700-7) or with study guide (with Robin Wells, December 2004) (ISBN 0-7167-6699-X).
- The Great Unraveling: Losing Our Way in the New Century (September 2003) (ISBN 0-393-05850-6)
  - A book of his New York Times columns, many of them dealing with Bush economic policies, some dealing with the economy in general.
- International Economics: Theory and Policy (7th Edition) (2006) (ISBN 0-321-29383-5)
- The New Trade Agenda (Foreign Affairs Editors' Choice) (December 2001) (ISBN 0-87609-302-0)
- Fuzzy Math: The Essential Guide to the Bush Tax Plan (4 mai 2001) (ISBN 0-393-05062-9)
- The Spatial Economy - Cities, Regions and International Trade (with Masahisa Fujita, Anthony Venables)(July 1999, MIT press) (ISBN 0-262-06204-6)
- The Return of Depression Economics (1 mai 1999) (ISBN 0-393-04839-X)
  - In this work Krugman considers the long economic stagnation of Japan through the 1990s, the Asian financial crisis, and problems in Latin America, and concludes that the generally accepted idea among economists that depressions can be prevented is no longer true.
- The Accidental Theorist and Other Dispatches from the Dismal Science (1 mai 1998) (ISBN 0-393-04638-9)
  - A collection of Krugman's articles for various publications regarding the economy.
- International Economics (March 1998) (ISBN 0-673-52186-9)
- The Age of Diminished Expectations, Third Edition (8 august 1997) (ISBN 0-262-11224-8)
- Competitiveness (1 ianuarie 1997)
- Pop Internationalism (1 martie 1996) (ISBN 0-262-11210-8)
- Self Organizing Economy (1 februarie 1996) (ISBN 0-87609-177-X)
- Emu and the Regions (December 1995) (ISBN 1-56708-038-3)
- Development, Geography, and Economic Theory (Ohlin Lectures) (15 septembrie 1995) (ISBN 0-262-11203-5)
- Peddling Prosperity: Economic Sense and Nonsense in an Age of Diminished Expectations (1 aprilie 1995) (ISBN 0-393-31292-5)
  - A book for those seeking to understand the history of economic thought from the time of the first rumblings of revolt against Keynesianism to the present. Written for the economics layman.
- Foreign Direct Investment in the United States (3rd Edition) (1 februarie 1995) (ISBN 0-88132-204-0)
- World Savings Shortage (1 septembrie 1994) (ISBN 0-88132-161-3)
- What Do We Need to Know About the International Monetary System? (Essays in International Finance, No 190 July 1993) (1 iunie 1993) (ISBN 0-88165-097-8)
- Currencies and Crises (11 iunie 1992) (ISBN 0-262-11165-9)
- Geography and Trade (Gaston Eyskens Lecture Series) (August 1991) (ISBN 0-262-11159-4)
- The Risks Facing the World Economy (July 1991) (ISBN 1-56708-073-1)
- Has the Adjustment Process Worked? (Policy Analyses in International Economics, 34) (1 iunie 1991) (ISBN 0-88132-116-8)
- Rethinking International Trade (1 aprilie 1990) (ISBN 0-262-11148-9)
- Trade Policy and Market Structure (30 martie 1989) (ISBN 0-262-08182-2)
- Exchange-Rate Instability (Lionel Robbins Lectures) (2 noiembrie 1988) (ISBN 0-262-11140-3)
- Adjustment in the World Economy (August 1987) (ISBN 1-56708-023-5)
- Strategic Trade Policy and the New International Economics (January 1986) (ISBN 0-262-11112-8)
- Market Structure and Foreign Trade: Increasing Returns, Imperfect Competition, and the International Economy (1 mai 1985) (ISBN 0-262-08150-4)

### A editat sau co-editat
- Currency Crises (National Bureau of Economic Research Conference Report) (1 septembrie 2000) (ISBN 0-226-45462-2)
- Trade with Japan : Has the Door Opened Wider? (National Bureau of Economic Research Project Report) (1 martie 1995) (ISBN 0-226-45459-2/)
- Empirical Studies of Strategic Trade Policy (National Bureau of Economic Research Project Report) (15 aprilie 1994) (ISBN 0-226-45460-6)
- Exchange Rate Targets and Currency Bands (October 1991) (ISBN 0-521-41533-0)

### Media
- Video: Open Mind Interview, 2002: Part One, 2002, Part Two
- Video: "Meet Paul Krugman", New York Times biographical video interview, Sept. 19, 2005
- Audio: The New Class War In America Arhivat în 27 noiembrie 2010, la Wayback Machine. featuring Amy Goodman, Paul Krugman, Greg Palast and Randi Rhodes recorded on 13 iunie 2006 at The New York Society for Ethical Culture, mp3 format, Video: alternate
- Video: Paul Krugman speaks at the World Affairs Council - Sept. 2007 Arhivat în 12 mai 2011, la Wayback Machine.
- Audio: Unterview Arhivat în 29 august 2008, la Wayback Machine. by Paul "Dr. Beardy" Krugman on Liberadio(!) with Mary Mancini and Freddie O'Connell, 22 octombrie 2007
- Video: Iinterview with The Young Turks on Air America Radio[nefuncțională]
, 29 octombrie 2007
- Video: About housing bubble, 14 decembrie 2007
- Video: The Conscience of a Liberal Arhivat în 4 iunie 2011, la Wayback Machine. (3 noiembrie 2007) - lecture from Mr. Krugman's 2007 book tour.